# Ptahxepses D
Ptahxepses D (Ptḥ-špss, "Ptah és preciós") va ser un príncep egipci de la VI dinastia. Era probablement fill del faraó Pepi II (2284 - 2216/2184 aC), tot i que està debatut.
Tenia els títols de "Fill del Rei" i "Príncep hereu".
Va ser enterrat en un sarcòfag de pissarra de la dinastia IV, reaprofitat pel seu enterrament, al temple mortuori del faraó Unas, l'últim governant de la dinastia V, a Saqqara. El seu germà Nebkauhor-Idu també hi va ser enterrat. A la seva mòmia s'hi van trobar un cinturó d'or amb el seu nom i títols. Les seves restes, juntament amb totes les altres troballes de la seva tomba, es troba avui en dia al Museu Egipci del Caire.